# Sicarius damarensis
Sicarius damarensis is een spinnensoort uit de familie van de Vioolspinnen (Sicariidae).
De wetenschappelijke naam van de soort werd in 1928 gepubliceerd door Reginald Frederick Lawrence.